# Équipe cycliste Maloja Pushbikers
L'équipe cycliste Maloja Pushbikers est une équipe cycliste autrichienne puis allemande. Créée en 2010, elle court avec le statut d'équipe continentale de 2019 à juillet 2024, date de sa disparition.
Elle ne doit pas être confondue avec l'équipe autrichienne du même nom de 2019, qui est renommée WSA KTM Graz par la suite.

## Histoire de l'équipe
L'équipe est fondée en 2010 autour du chef d'équipe Christian Grasmann, également actif en tant que cycliste jusqu'à fin 2018. Elle se concentre d'abord sur le cyclisme sur piste avant de coopérer avec une équipe continentale UCI autrichienne dans le cyclisme sur route en 2018 sous le nom de WSA Pushbikers et en 2019 sous le nom de Maloja Pushbikers. Alors que l'équipe autrichienne continue à courir sous le nom de WSA KTM Graz en 2020, Maloja Pusbikers est enregistrée comme nouvelle équipe continentale de nationalité allemande à partir de l'année 2020.
Sur piste, les coureurs de l'équipe ont remporté de nombreux championnats nationaux et ont obtenu plus de 40 podiums lors de courses de six jours.
En avril 2022, Filippo Fortin remporte la deuxième étape de Belgrade-Banja Luka, décrochant ainsi le premier succès de Maloja Pushbikers sur l'UCI Europe Tour.
Le projet comprend également une équipe de VTT UCI jusqu'à la saison 2021. Le 31 juillet 2024, il est annoncé que l'équipe cesse ses activités en tant qu'équipe continentale avec effet immédiat.

## Principales victoires

### Courses d'un jour
- GP Kranj : 2018 (Daniel Auer)
- V4 Special Series Vasarosnameny-Nyiregyhaza : 2019 (Daniel Auer)

### Courses par étapes
- In the footsteps of the Romans : 2023 (Filippo Fortin)

## Classements UCI
L'équipe participe aux épreuves des circuits continentaux et en particulier de l'UCI Europe Tour. Les tableaux ci-dessous présentent les classements de l'équipe sur les différents circuits, ainsi que son meilleur coureur au classement individuel.
UCI Europe Tour
| UCI Europe Tour | UCI Europe Tour        | UCI Europe Tour                           | UCI Europe Tour |
| Année           | Classement par équipes | Meilleur coureur au classement individuel |                 |
| --------------- | ---------------------- | ----------------------------------------- | --------------- |
| 2019            | 64e                    | Daniel Auer (298e)                        |                 |
| 2020            | 80e                    | Tim Wollenberg (969e)                     |                 |
| 2021            | 92e                    | Miká Heming (1077e)                       |                 |
| 2022            | 86e                    | Daniel Bichlmann (701e)                   |                 |
| 2023            | 52e                    | -                                         |                 |
|                 |                        |                                           |                 |
| Source : UCI    |                        |                                           |                 |

UCI Oceania Tour
| UCI Oceania Tour | UCI Oceania Tour       | UCI Oceania Tour                          | UCI Oceania Tour |
| Année            | Classement par équipes | Meilleur coureur au classement individuel |                  |
| ---------------- | ---------------------- | ----------------------------------------- | ---------------- |
| 2022             | -                      | Alexander Evans (117e)                    |                  |
|                  |                        |                                           |                  |
| Source : UCI     |                        |                                           |                  |

L'équipe est également classée au Classement mondial UCI qui prend en compte toutes les épreuves UCI et concerne toutes les équipes UCI.
| Classement mondial | Classement mondial     | Classement mondial                        | Classement mondial |
| Année              | Classement par équipes | Meilleur coureur au classement individuel |                    |
| ------------------ | ---------------------- | ----------------------------------------- | ------------------ |
| 2019               | 110e                   | Daniel Auer (370e)                        |                    |
| 2020               | 130e                   | Corey Davis (1013e)                       |                    |
| 2021               | 158e                   | Miká Heming (1534e)                       |                    |
| 2022               | 145e                   | Daniel Bichlmann (962e)                   |                    |
| 2023               | 93e                    | Filippo Fortin (440e)                     |                    |
| 2024               | -                      | Filippo Fortin (1400e)                    |                    |
|                    |                        |                                           |                    |
| Source : UCI       |                        |                                           |                    |

## Maloja Pushbikers en 2023
Effectif
| Effectif 2023                      | Effectif 2023     | Effectif 2023    | Effectif 2023                          |
| Cycliste                           | Date de naissance | Pays             | Équipe précédente                      |
| ---------------------------------- | ----------------- | ---------------- | -------------------------------------- |
| Max Benz-Kuch                      | 14 octobre 2000   | Allemagne        |                                        |
| Liam Bertazzo                      | 17 février 1992   | Italie           | Vini Zabù (2021)                       |
| Wolfgang Brandl                    | 12 mars 1986      | Allemagne        | Team Skyline (2022)                    |
| Roy Eefting                        | 4 septembre 1989  | Pays-Bas         | Allinq Continental Cycling Team (2022) |
| Filippo Fortin                     | 1 février 1989    | Italie           | Team Vorarlberg (2021)                 |
| Felix James Meo                    | 3 avril 1997      | Nouvelle-Zélande | Team Vorarlberg (2021)                 |
| Patrick Reißig                     | 3 juin 1994       | Allemagne        |                                        |
| Paul Rudys                         | 1 juin 1998       | Allemagne        | LKT Team Brandenburg (2020)            |
| Fabian Steininger                  | 12 septembre 2000 | Autriche         | Felbermayr Simplon Wels (2022)         |
| Philip Weber                       | 24 juillet 1998   | Allemagne        | LKT Team Brandenburg (2020)            |
| Matias Malmberg (1 mars–31 juill.) | 31 août 2000      | Danemark         | ColoQuick (2022)                       |
| Moritz Malcharek (1 mars–31 déc.)  | 29 juillet 1997   | Allemagne        | Rad-net Rose Team (2022)               |
|                                    |                   |                  |                                        |
| Source : ProCyclingStats           |                   |                  |                                        |

Victoires
| Victoires | Victoires                                      | Victoires          | Victoires | Victoires      | Victoires |
| Date      | Course                                         | Pays               | Classe    | Vainqueur      |           |
| --------- | ---------------------------------------------- | ------------------ | --------- | -------------- | --------- |
| 12 mars   | 1re étape du Tour de Taiwan                    | Taïwan             | 2.1       | Roy Eefting    |           |
| 21 avr.   | 3e étape, Belgrade-Banja Luka                  | Bosnie-Herzégovine | 2.2       | Filippo Fortin |           |
| 26 mai    | 1re étape du Tour d'Estonie                    | Estonie            | 2.1       | Filippo Fortin |           |
| 27 août   | 1rea étape du Tour de Bulgarie                 | Bulgarie           | 2.2       | Filippo Fortin |           |
| 2 sept.   | 1re étape, In the Steps of the Romans          | Bulgarie           | 2.2       | Filippo Fortin |           |
| 3 sept.   | 2e étape, In the Steps of the Romans           | Bulgarie           | 2.2       | Filippo Fortin |           |
| 3 sept.   | Classement général, In the Steps of the Romans | Bulgarie           | 2.2       | Filippo Fortin |           |